# Mikrofon
Mikrofón je naprava, ki spreminja zvok (nihanje zračnega tlaka) v električno napetost. Če povežemo mikron s slušalko, nihata membrani v mikrofonu in slušalki v enakem ritmu. S tem smo dobili prenos zvoka na daljavo.
Pri pretvorbi zvoka v električno napetost je pomembno, da sta si oblika krivulje napetosti in zračnega tlaka čim bolj podobni. Povedano drugače: "želimo čim manjše linearno in nelinearno popačenje signala". Mikrofon mora biti enako občutljiv za vse frekvence, sicer prihaja do linearnega popačenja. V primeru nelinearnih popačenj doda mikrofon signalu višje harmonske tone, ki jih izvornem zvoku ni bilo.
Mikrofon, kot pretvornik ene energije v drugo, opravlja podobno vlogo kot človeško uho. Moderni mikrofoni prekašajo uho v frekvenčnem obsegu (človeka teoretično sliši zvok med 20 in 20.000 Hz, mikrofon pa registrira čez 100.000 Hz), kakor tudi v dinamičnem smislu (mikrofon lahko registrira zvok, ki bi poškodoval uho).

### Občutljivost mikrofona
Mikrofonska občutljivost je vrednost, ki označuje spremembo napetosti na izhodu mikrofona v odvisnosti od zvočnega signala (spremembi zvočnega tlaka, ki vzburi membrano). Zapišemo jo z izrazom s = ΔU/p, pri čemer je s (senzitivnost) izražen v mV/Pa oz. tudi v decibelih. V elektrotehniki se uporablja tudi standardna vrednost V/μbar, pri čemer dobimo izrek s = 20 log (ΔU/Δp), v vrednosti izraženi z μbar/V. Običajna izhodna napetost znaša pri mikrofonu približno 1 mV, zato je vrednost ulomka manjša od 1, ustrezni logaritem pa je negativen. Zaradi tega je občutljivost mikrofonov izražena v decibelih z negativno vrednostjo.
Občutljivost je pomemben podatek, kadar želimo dobiti večjo ali manjšo napetost z mikrofona, ki ga nameravamo uporabiti. Glede na dejstvo, da jakost zvoka pada glede na oddaljenost zvočila, je potrebno vedeti, da večja oddaljenost mikrofona od izvira daje tudi manjšo izhodno napetost. (Običajen govor v oddaljenosti 1 m povzroča zvočni pritisk 0,1 Pa; na razdalji 30 cm pa že 1 Pa.) Izhodna napetost mikrofona je odvisna tudi od frekvenčnega obsega, ki ga prenaša. Če je frekvenčni pas ožji, se lahko tudi poveča občutljivost in obratno. Zaželeno je, da je občutljivost čim večja, saj je potrebna manjša naknadna ojačitev signala in je s tem doseženo boljše razmerje med zvokom in šumom. Izjeme so reporterski mikrofoni, ki se uporabljajo v glasnem okolju in potrebujejo čim manj signala iz okolice.

### Frekvenčna karakteristika
Frekvenčna karakteristika je diagram, ki prikazuje občutljivost mikrofona v slišnem področju med 20 in 20.000 Hz. Navpična os prikazuje vrednost občutljivosti, izraženo v mV/Pa ali v dB; vodoravna os pa po logaritemski lestvici prikazuje frekvence, pri katerih je ta občutljivost dosežena. Idealno karakteristiko bi predstavljala vodoravna črta, ki bi pomenila konstantno občutljivost v celotnem frekvenčnem področju. Običajno je krivulja malce valovita, dopuščajo pa se odkloni ± 1 dB, saj so to vrednosti, ki jih uho ne zaznava tako zlahka. Če potrebujemo mikrofon, s katerim bomo snemali izključno govor, bi nam zadostovala karakteristika, ki je vodoravna med 300 in 3000 Hz, za osnovni prenos glasbe pa vsaj od 100 do 5000 Hz. Za kvalitetno studijsko snemanje glasbe je potrebna karakteristika vsaj med 30 in 16.000 Hz.

### SPL
Maksimalni SPL (sound pressure level) je pritisk, ki ga lahko mikrofon sprejme in je izmerjen za posamezne vrednosti harmonskega popačenja (THD: total harmonic distortion), po navadi v vrednosti 1 %, kar je šteje za neslišno razliko, in pomeni, da lahko snemamo zvok do izmerjene glasnosti, ne da bi škodili posnetku. Npr.: »vrednost SPL = 142 dB (<1 % THD)«.

### Dinamični razpon
To je pri mikrofonu razlika med minimalnim signalom in največjim hrupom SPL. Ta podatek je zapisan samostojno, npr. 120 dB, in je slabša informacija, kakor pa je posamezen podatek o lastnem šumu in maksimalnem SPL.

### Upornost mikrofona
Notranja upornost je podatek, ki med posameznimi vrstami mikrofonov variira, pomembna pa je kot vrednost, po kateri prilagajamo mikrofon na linijo oz. ojačevalec. Predstavlja impedanco, ki jo ima mikrofon kot generator zvočnih tresljajev, običajno pa se nanaša na frekvenco 1000 Hz. Če ima mikrofon vgrajen transformator, potem se za impedanco mikrofona šteje impedanca, ki je prenešena na sekundarno stran transformatorja. Mikrofone delimo na dve skupini:
- nizka notranja upornost (10, 50, 200 in 600 Ω)
- visoka notranja upornost (25.000, 50.000, 80.000 Ω)

Od teh vrednosti je večinoma odvisno, kako dolg je lahko priključni kabel.

### Lastni šum
Lastni šum oz. ekvivalentni nivo je jakost zvoka, ki ustvarja enako izhodno napetost kot lastni šum, ki ga proizvede mikrofon kot elektronska naprava. Predstavlja najnižjo točko dinamičnega razpona mikrofona, podatek pa je pomemben, kadar želimo snemati tihe zvoke. Enota za merjenje je večinoma dBA (decibelska skala), lahko pa vsebuje tudi podatek o zračnem tlaku, pri katerem je podatek izmerjen, npr. "15 dBA pri 20 µPa". Bolje je, če so števila nižja.

## Delitev mikrofonov

### Mikrofoni glede na postavitev v prostoru
- ročni mikrofoni
- mikrofoni, ki jih pritrdimo na stojala; mizni mikrofoni
- brezžični mikrofoni

### Mikrofoni glede na namembnost
- za snemanje govora
- za snemanje glasbe
- za elektroakustične meritve

### Mikrofoni glede naimpedanco
(glej Upornost mikrofona)
- visokoomski mikrofon
- nizkoomski mikrofon

### Mikrofoni glede na uporabnost
- reporterski mikrofon
- studijski mikrofon
- prisluškovalni mikrofon

### Mikrofoni glede na usmerjenost (način, kako zvočno valovanje zaniha mikrofonsko opno)
- tlačni mikrofon (krožna karakteristika)
- gradientni mikrofon (osmična karakteristika)
- kombinirani, tudi fazni mikrofon (karakteristika ledvice)

|        |                     |                |        |      |
| Krogla | Kardioida (ledvica) | Hiperkardioida | Osmica | Klin |

### Mikrofoni glede na zgradbo
- dinamični mikrofon
- kondenzatorski mikrofon
- keramični mikrofon
- ogleni mikrofon
- kristalni mikrofon (tudi piezoelektrični mikrofon)
- laserski mikrofon